# Bhawang
Bhawang (nep. भवाङ) – gaun wikas samiti w zachodniej części Nepalu w strefie Rapti w dystrykcie Rolpa. Według nepalskiego spisu powszechnego z 2011 roku liczył on 799 gospodarstw domowych i 4065 mieszkańców (2181 kobiet i 1884 mężczyzn).